# University-Mount Wellington AFC
El University-Mount Wellington AFC és un club de futbol d'Auckland (Nova Zelanda). És el resultat de la fusió l'any 2000 de Mount Wellington AFC i Auckland University AFC.

## Palmarès
- Lliga Nacional de Futbol de Nova Zelanda:[2]
1972, 1974, 1979, 1980, 1982, 1986

- Copa Chatham:[3]
1973, 1980, 1982, 1983, 1990, 2001, 2003